# Веслав Ґурницький

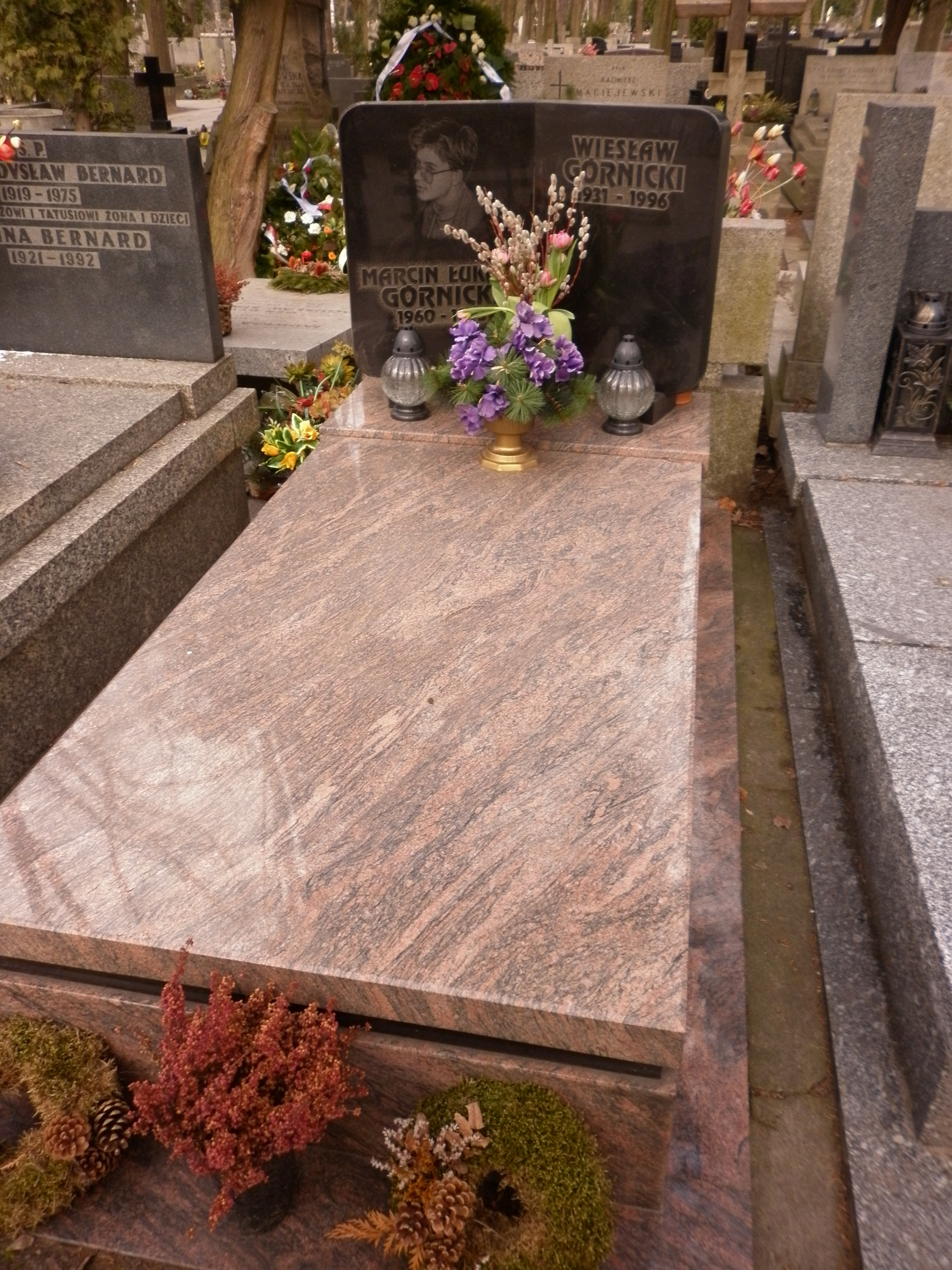
Могила Веслава Ґурницького та його сина Марцина, який рано помер

Веслав Ґурницький (пол. Wiesław Górnicki; літературні псевдоніми: Аякс, Алекс, Civis, Роберт Ф. Страттон, Фредерік Вежбинський, Scorpio, Krewa; нар. 6 лютого 1931 року у Варшаві- 7 жовтня 1996 там же) — польський репортер, оглядач, журналіст, політичний діяч.

## Біографія
Син Казимира Ґурницького й Марії Вольської. Під час Другої світової війни навчався в конспіративній гімназії ім. Миколая Рея у Варшаві, а після закінчення війни — в гімназії ім. князя Юзефа Понятовського в Ловичу та Державній середній авіаційно-механічній школі у Варшаві (1946—1949). Після отримання диплома техніка-льотчика через рік був зачислений студентом авіаційного факультету Інженерної школи ім. Іполита Вавельберґа і Станіслава Ротванда. Відтак працював у редакціях видань: «Крилата Польща» (1949—1953), «Солдат свободи» (1953—1956), «Прапор молодих» (1955—1957), «Світ» (1956—1961).
Був військовим кореспондентом на Близькому Сході (1956) та в Індонезії (1959—1960). З 1958 до 1961 років коментатор Польської кінохроніки. Починаючи з 1961 року знаходився у США, де вивчав журналістику в Університеті Індіани, також був (у 1967 р.) кореспондентом PAP в ООН. Після повернення в Польщу працював у центральному офісі PAP, а з 1968 по 1974 роки в іноземному відділі газети «Життя Варшави». З 1969 по 1980 роки вів радіопередачу «Перископ». У 1970-х роках, крім того, співпрацював з журналами «Сучасність», «Навколо світу», «Культура», «Діалог». З 1974 по 1981 роки член редакції тижневика «Пшекруй». У 1980 році член Президії Всесвітньої ради миру.
Із жовтня 1981 року — працівник державної адміністрації, вважається одним із провідних пропагандистів влади (в публікаціях користувався, зокрема, псевдонімом Павел Шуравський). У ніч, коли було запроваджено воєнний стан у Польщі, був призваний на військову службу (з 1981 року у званні капітана, з 1982 року — майора, від 1986 року — підполковника). Близький соратник генерала Войцеха Ярузельського (зокрема автор більшості його виступів, у тому числі від 13 грудня 1981 року). З грудня 1981 по 1 лютого 1982 років співробітник прес-служби уряду, з лютого по 15 вересня 1982 — кабінету голови Ради міністрів, потім керівник дослідної групи при голові Ради міністрів (до 1 січня 1984 року). З 1984 по 1985 роки директор Незалежної дослідної групи та очільник Комітету оборони при голові Ради міністрів. З 1985 до 1 серпня 1989 років директор Незалежної дослідної групи при шолові Державної ради і голова Комітету оборони країни. В період 1986—1989 років — у редакційній раді видавничої групи «Читач». З серпня 1989 по 31 грудня 1990 років директор департаменту політичної канцелярії президента Польської Народної Республіки, головнокомандувача збройних сил.
Із 1991 року на пенсії. У 1990-х роках співпрацював із журналами «Сьогодні» (під псевдонімом «Civis») і «NIE» .
Відзнаки: Премія ім. Юліана Бруна (1957), Премії Польського клубу публіцистів Міжнародної асоціації польських журналістів (1961 — за книгу: Там, де перець росте; 1980 — за репортажи з Афганістану і Кампучії), лауреат I ступеня голови Робітничого кооперативного видавництва «Преса» (пізніше відомого як RSW «Преса-Книга-Рух», 1967 та 1979; за життєві досягнення в галузі журналістики), лицарський хрест ордена Відродження Польщі (1975), Премія ім. Болеслава Пруса (1980; за життєві досягнення в галузі журналістики), офіцерський хрест ордена Відродження Польщі (1983), срібна медаль «За заслуги в обороноздатності країни» (1984), премія тижневика «Літературне життя» (1984), срібний знак «За заслуги в розвитку цивільної оборони» (1987), командорський хрест ордена Відродження Польщі (1989), золота медаль «За заслуги в обороноздатності країни» (1990).
Член Союзу боротьби молодих (1947—1948), Союзу польської молоді (1948—1956), профспілки журналістів Польщі та Асоціації польських журналістів (1949—1981, зокрема заступник голови правління Варшавського відділення 1956—1957, секретар Польського клубу публіцистів-міжнародників 1958—1960), Польської об'єднаної робітничої партії (1953—1990), Спілки польських літераторів (1974—1981).
За сценарієм Ґурницького був знятий фільм «Закляття долини змій».
Похований на військовому кладовищі на Повонзках.

## Творчість
- Trzy skandale. Dziennikarska opowieść o kilku tajemnicach Drugiej Rzeczpospolitej (Czytelnik 1956)
- Październik czterdziesty pierwszy (autor scenariusza i tekstów; album poświęcony ZSRR; Iskry 1959)
- Warszawa nie odpowiada (pod pseud. «Fryderyk Wierzbiński»; szkic historyczny; Wydawnictwo Ministerstwa Obrony Narodowej 1960)
- Tam, gdzie pieprz rośnie. Reportaż z trzech tysięcy wysp (Książka i Wiedza 1961; wydanie 2 poprawione: 1961)
- Giaur wśród Jankesów (reportaże; Książka i Wiedza 1963)
- Podróż po garść ryżu (reportaże; Iskry 1964; seria: «Świat się zmienia»)
- Tu i teraz. Szkice publicystyczne (Czytelnik 1970)
- Opowieści zdyszane (reportaże; Iskry 1971)
- Raport z Hamburga (reportaże; Państwowy Instytut Wydawniczy 1971)
- Indiański pióropusz (pod pseud. «Fryderyk Wierzbiński»; książka dla młodzieży; Biuro Wydawnicze «Ruch» 1972)
- Wybrane problemy obiegu informacji w strukturze władzy USA (Centrum Informacji Naukowej, Technicznej i Ekonomicznej — Ośrodek Informacji Centralnej 1973)
- Wielki świat. Ze wspomnień snoba-katorżnika (wspomnienia; Czytelnik 1976)
- Zanim zaczną rządzić maszyny (reportaże; Czytelnik 1976)
- Od fiordu do atolu (reportaże; Krajowa Agencja Wydawnicza 1977, seria Szczęśliwa Siódemka)
- Ballada hotelowa (opowieść; Wydawnictwo Literackie 1979, ISBN 83-08000-31-2)
- O Narodach Zjednoczonych bez tajemnic (książka dla młodzieży; Młodzieżowa Agencja Wydawnicza 1979, ISBN 83-20301-96-3, seria: «Biblioteka Harcerskiej Służby Polsce Socjalistycznej», nr 7; 1987, ISBN 83-20300-84-3)
- Sceny przydrożne (репортажи; 1979)
- Vietnam — Kampuchea 1979. An eye-witness report (World Peace Council, Helsinki 1979; книгу було перекладено німецькою, іспанською і французькою мовами)
- Bambusowa klepsydra (reportaż z Kambodży); Państwowy Instytut Wydawniczy 1980, ISBN 83-06003-10-1), у російському перекладі — «Песочные часы» (1983)
- Czas nietoperza (pod pseud. «Robert F. Stratton»; powieść sensacyjna; Czytelnik 1981, 1988), у російському перекладі: Роберт Стрэттон, «Час нетопыря» (1989).
- Rzeczy minione (publicystyka; Wydawnictwo Literackie 1983, ISBN 83-08009-37-9)
- Czarne złoto (pod pseud. «Robert F. Stratton»; powieść sensacyjna; «Tygodnik Ostrołęcki» nr 49-53/1984, 2-52/1985, 1/1986)
- Teraz już można. Ze wspomnień kulawego Szerpy (wspomnienia; Wydawnictwo Dolnośląskie 1994, ISBN 83-70233-25-2)